# Solberga (Uppland)
Solberga is een plaats in de gemeente Österåker in het landschap Uppland en de provincie Stockholms län in Zweden. De plaats heeft 352 inwoners (2005) en een oppervlakte van 108 hectare.